# Últimos Veteranos da Primeira Guerra Mundial por país
A presente lista corresponde aos últimos veteranos da Primeira Guerra Mundial (1914-1918) a morrerem. Neste momento já não existem sobreviventes.
De acordo com a Enciclopédia Britânica, o número total de pessoas envolvidas no confronto é estimado em 65.038.810, sendo que morreram aproximadamente 10 milhões de militares.
Por sua vez, o que mais viveu foi o americano - nascido em Porto Rico - Emiliano Mercado del Toro (21 de agosto de 1891 - 24 de janeiro de 2007), que morreu aos 115 anos e 156 dias e era considerado à data do óbito a pessoa mais velha do mundo.
Em 21 de junho de 2006, morreu em São Paulo aos 106 anos o ítalo-brasileiro Evaristo Dal Maso (1899-2006), que serviu as Forças Italianas.
Franz Künstler (1900-2008), o último veterano austro-húngaro e dos Impérios Centrais, morreu em 30 de maio de 2008. Neste mesmo ano, morreram os últimos veteranos conhecidos do Império Alemão e do Reino de Itália — que originalmente formavam com a Áustria-Hungria a Tríplice Aliança —, e também, os últimos da França, do Império Russo — que integravam a vitoriosa Tríplice Entente —, e do Império Turco-Otomano (atual Turquia), que esteve ao lado dos primeiros.
Em 20 de janeiro de 1996, William Frederick "Bill" Stone (1900-1996), que era um dos cinco sobreviventes britânicos, morreu aos 96 anos de idade. Stone participou, em 11 de novembro de 2008 - ao lado de Henry Allingham e Harry Patch-, em Londres, da cerimônia de celebração de 90 anos do fim da guerra.
Em 3 de junho de 2009, morreu John Campbell Ross (1899-2009), o último veterano da Austrália.
Em 18 de julho de 2009, morreu aos 113 anos Henry Allingham (1896-2009), que era o veterano mais idoso e, também, considerado o homem mais velho do mundo; na semana seguinte, em 25 de julho, morreu aos 111 anos Harry Patch (1898-2009), que era o último dos soldados que combateram nas trincheiras.
Em 18 de fevereiro de 2010, morreu John Babcock, que era o último veterano canadense e o mais velho dos sobreviventes.

Florence Green foi a última sobrevivente entre os não-combatentes, tendo morrido a 4 de fevereiro de 2012.

## Lista
| País                    | Nome                     | Data da morte           | Idade        |
| ----------------------- | ------------------------ | ----------------------- | ------------ |
| África do Sul           | Norman Kark              | 30 de março de 2000     | 102 anos     |
| Alemanha                | Erich Kästner            | 1 de janeiro de 2008    | 107 anos     |
| Armênia                 | Senekerim Arakelian      | 9 de setembro de 2000   | 98 anos      |
| Áustria-Hungria         | August Bischof           | 4 de março de 2006      | 105 anos     |
| Austrália               | John Campbell Ross       | 3 de junho de 2009      | 110 anos     |
| Barbados                | George Blackman          | Março de 2003           | 105/106 anos |
| Bélgica                 | Cyriel Barbary           | 16 de setembro de 2004  | 105 anos     |
| Brasil                  | Waldemar Levy Cardoso    | 13 de maio de 2009      | 108 anos     |
| Canadá                  | John Babcock             | 18 de fevereiro de 2010 | 109 anos     |
| Checoslováquia          | Alois Vocásek            | 9 de agosto de 2003     | 107 anos     |
| China                   | Zhu Guisheng             | 5 de março de 2002      | 106 anos     |
| Dinamarca               | Lorenz Gram              | 26 de dezembro de 2004  | 105 anos     |
| Domínio de Terra Nova   | Wallace Pike             | 11 de abril de 1999     | 99 anos      |
| Escócia, Reino Unido    | Alfred Anderson          | 21 de novembro de 2005  | 109 anos     |
| Estados Unidos          | Frank Buckles            | 27 de fevereiro de 2011 | 110 anos     |
| França                  | Pierre Picault           | 20 de novembro de 2008  | 109 anos     |
| Hungria                 | Franz Künstler           | 27 de maio de 2008      | 107 anos     |
| Império Otomano         | Yakup Satar              | 2 de abril de 2008      | 110 anos     |
| Império Russo           | Mikhail Krichevsky       | 26 de dezembro de 2008  | 111 anos     |
| Índia                   | Robert Francis Ruttledge | 12 de janeiro de 2002   | 103 anos     |
| Inglaterra, Reino Unido | Florence Green           | 4 de fevereiro de 2012  | 110 anos     |
| Itália                  | Delfino Borroni          | 26 de outubro de 2008   | 110 anos     |
| Japão                   | Matsuda Chiaki           | 6 de novembro de 1995   | 99 anos      |
| Montenegro              | Danilo Dajković          | 14 de setembro de 1993  | 98 anos      |
| Nova Zelândia           | Bright Williams          | 13 de fevereiro de 2003 | 105 anos     |
| Polônia                 | Stanisław Wycech         | 12 de janeiro de 2008   | 105 anos     |
| Portugal                | José Ladeira             | 5 de maio de 2003       | 107 anos     |
| Roménia                 | Gheorghe Pănculescu      | 9 de janeiro de 2007    | 103 anos     |
| Sérvia                  | Aleksa Radovanović       | 22 de junho de 2004     | 103 anos     |
| Tailândia               | Yod Sangrungruang        | 9 de outubro de 2003    | 106 anos     |

## Veteranos de outros confrontos contemporâneos à Primeira Grande Guerra
Em 26 de dezembro de 2008 faleceu aos 111 anos em Donetsk, na Ucrânia, Mikhail Efimovich Krichevsky (1897-2008), o último veterano da Revolução Russa de 1917 e, também, o último do exército russo na Primeira Guerra Mundial.
Em 13 de maio de 2009 faleceu aos 108 anos, no Rio de Janeiro, o último marechal do Exército Brasileiro - Waldemar Levy Cardoso (1900-2009) -, que se envolveu no Tenentismo (revolta dos tenentes contra o governo no início da década de 1920), além de ter participado da Revolução de 1930 e da Segunda Guerra Mundial.
Em janeiro de 2009 faleceu Aarne Arvonen o último veterano sobrevivente da Guerra Civil Finlandesa aos 111 anos.
Em dezembro de 2013 morreu Józef Kowalski o último combatente da Guerra Polaco-Soviética aos 113 anos.